# Lettere degli indiani Camarão

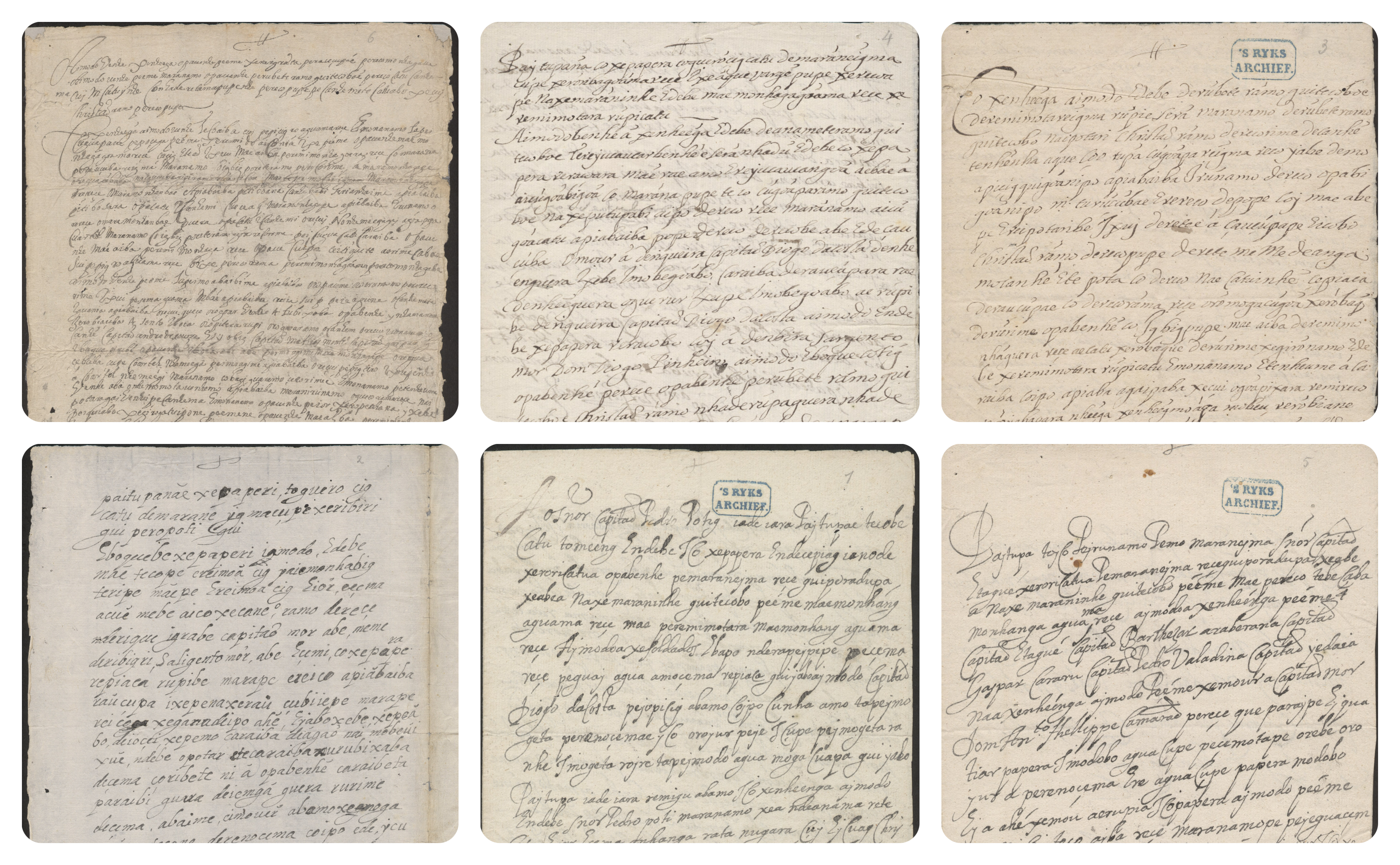
Le sei lettere degli indiani Camarão

Le lettere degli indiani Camarão (in portoghese: cartas dos índios Camarões), note anche come lettere in lingua tupi dagli indiani Camarão (cartas tupis dos Camarões), sono una serie di sei lettere scambiate tra indigeni di etnia pitaguary durante il 1645 nel contesto delle invasioni olandesi del Brasile. Sono gli unici testi conosciuti scritti da indigeni brasiliani fino all'indipendenza del Brasile, nonché l'unica testimonianza della scrittura in lingua tupi antica nel Brasile coloniale. La corrispondenza è conservata da quasi 400 anni negli archivi della Biblioteca reale dei Paesi Bassi.
Sebbene la corrispondenza fosse nota dal 1885 e ci fossero stati precedenti tentativi di traduzione, la decifrazione completa del suo contenuto è stata pubblicata per la prima volta solo nell'ottobre 2022 dal filologo Eduardo de Almeida Navarro, che l'ha anche trascritta e commentata.
Una settima lettera è stata successivamente ritrovata nell'Archivio nazionale del Brasile a Rio de Janeiro.

## Contesto

Sezione della costa nordorientale dominata dagli olandesi tra il 1630 e il 1654

Nel 1624, per mezzo della Compagnia olandese delle Indie occidentali, gli olandesi organizzarono un'invasione del nordest brasiliano che non ebbe successo. Tornarono in patria insieme ad alcuni indigeni, tra cui Antônio Paraupaba e Pedro Poti, che in seguito si convertirono al calvinismo e che vissero in Europa per cinque anni, venendo istruiti in olandese.
Nel 1630 gli olandesi invasero con successo il Pernambuco per stabilire una propria colonia in Brasile. Nel 1640 dominavano già una parte considerevole della costa nordorientale, che comprendeva gli stati di Maranhão, Paraíba, Pernambuco, Rio Grande do Norte e Sergipe. Tuttavia, nel 1644 il governatore olandese Giovanni Maurizio di Nassau-Siegen tornò nei Paesi Bassi, essendo riuscito a bilanciare le complicate relazioni tra la Compagnia olandese delle Indie occidentali e i proprietari terrieri indebitati delle piantagioni di zucchero e a far rispettare la libertà religiosa.
Così, a seguito della continua riscossione dei debiti, i coltivatori di canna da zucchero iniziarono a tramare contro gli olandesi. Anche dopo la partenza di Giovanni Maurizio seguirono conflitti religiosi: nel luglio 1645 i fedeli cattolici furono massacrati dagli olandesi a Cunhaú, nella città di Canguaretama, e in ottobre si registrò un altro massacro a Uruaçu. Nello stesso anno si assistette all'insurrezione del Pernambuco da parte di un movimento contrario al dominio olandese e guidato da André Vidal de Negreiros, Henrique Dias e Antônio Filipe Camarão.

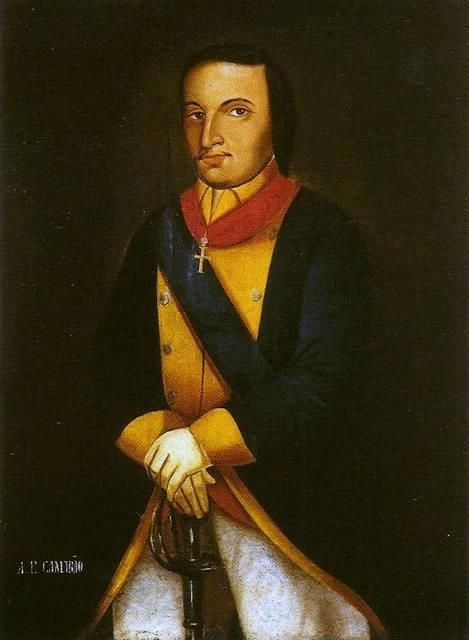
Antônio Filipe Camarão, considerato uno degli eroi della seconda battaglia di Guararapes

Pitaguary di lingua tupi, Filipe Camarão guidò gli indigeni cristiani (come suo zio Jaguarari Simão Soares e suo cugino Diogo Pinheiro Camarão) contro gli olandesi. Tuttavia, alcuni indigeni sostenevano la parte olandese, tra cui i cacicchi Pedro Poti, anch'egli cugino di Filipe Camarão, e Antônio Paraupaba.
È in questo contesto che gli indigeni filoportoghesi inviarono lettere agli alleati degli olandesi nel tentativo di convincerli a passare dalla parte lusitana. I messaggi vennero scritti in lingua tupi antica perché i loro destinatari, Pedro Poti e Antônio Paraupaba, parlavano olandese, a differenza dei loro mittenti che erano stati alfabetizzati in portoghese.

## Traduzione

### Storia

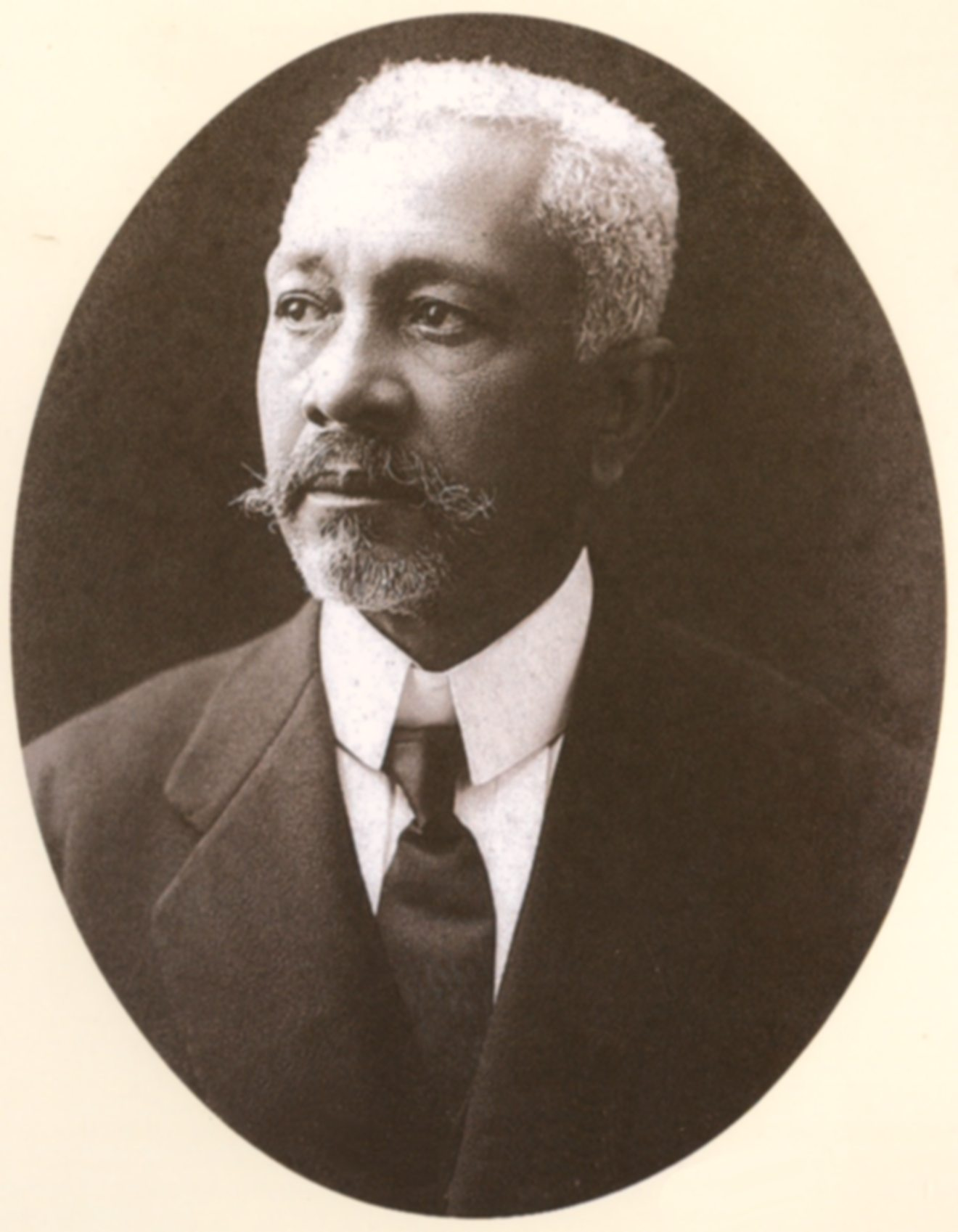
Teodoro Fernandes Sampaio, il primo tupinologo a tentare di tradurre le lettere degli indiani Camarão

Nel 1906 l'ingegnere Teodoro Fernandes Sampaio tentò di tradurre le lettere nel suo articolo Cartas tupis dos Camarões, avendole ricevute dallo storico José Higino Duarte Pereira che le aveva scoperte nel 1885. Sampaio confessò di comprenderle con grande difficoltà, non riuscendo a tradurle integralmente, perciò si limitò alla traduzione di due sole lettere.
()
Non ci furono ulteriori tentativi di traduzione delle lettere fino agli anni '90, quando il linguista dell'Università statale di Campinas Aryon Rodrigues si recò nei Paesi Bassi per cercare di tradurle invano. Nel frattempo, il filologo Eduardo de Almeida Navarro entrò per la prima volta in contatto con le lettere e ne mise in relazione l'indecifrabilità con l'inesistenza di dizionari di lingua tupi. Nel 2013 pubblicò quindi il Dicionário de tupi antigo: a língua indígena clássica do Brasil ("Dizionario dell'antico tupi: la lingua classica indigena del Brasile") e iniziò a dedicarsi, seppure saltuariamente, alle lettere fornite su microfilm dalla Biblioteca dell'Aia.
Nel 2021 Navarro annunciò di aver finalmente tradotto le sei lettere, un fatto ampiamente ripreso dalla stampa brasiliana. La trascrizione e la traduzione completa annotata delle lettere degli indiani Camarão sono state pubblicate nel periodico Boletim do Museu Paraense Emílio Goeldi nell'ottobre 2022.

### Le difficoltà nella traduzione
Secondo Navarro, il contenuto delle lettere risultava misterioso perché la conoscenza della lingua tupi era stata a lungo precaria. Vi erano stati pochi studi sistematici al riguardo, così come i dizionari.
Concorde con Teodoro Sampaio, Navarro cita anche l'ortografia instabile delle lettere, poiché il tupi era usato principalmente oralmente, non in forma scritta. Pertanto ne risulta che parole che sarebbero dovute essere scritte insieme vennero scritte separatamente e viceversa, e le stesse parole vennero spesso scritte in modo diverso. Anche i manierismi dell'epoca, come le abbreviazioni e la punteggiatura, non resero facile la traduzione. Inoltre gli autori delle lettere erano stati probabilmente alfabetizzati in portoghese e non in tupi, per cui trascrissero la loro lingua nativa "ad orecchio" (analogamente a un lusofono che scrive "taquesse" invece di "táxi"), non registrando alcuni fonemi e facendo scarso uso di segni di punteggiatura e accentuazione. Infine, le lettere presentano un tupi che era parlato in modo colloquiale e che si discosta dagli scritti formali dei gesuiti.

## Contenuto

Nel 1630 Henry Cornelius Lonck conquistò il Pernambuco in una guerra che divise i pitaguary

In parole povere, i nativi filoportoghesi chiesero a coloro che erano alleati con gli olandesi di tornare dalla parte lusitana, chiamando eretici i protestanti. Questo è l'argomento utilizzato da Filipe Camarão nella sua prima lettera a Pedro Poti, datata 19 agosto 1645. Afferma inoltre che gli olandesi sono nel "fuoco del diavolo".
Pedro Poti ordinò che il messaggero di tale lettera fosse ucciso, e la sua risposta è nota solo attraverso i riassunti olandesi del pastore Johannes Edwards perché i portoghesi non conservarono le lettere degli indigeni. Si dice che il cacicco Pedro Poti avesse criticato aspramente i portoghesi dicendo di non poter passare dalla loro parte in quanto responsabili di aver danneggiato il suo popolo schiavizzandolo e massacrandolo.
In generale le lettere rivelano insoddisfazione per la situazione contemporanea degli indigeni, poiché desideravano che i loro parenti si unissero, smettessero di combattersi tra loro e tornassero a vivere secondo le loro antiche tradizioni. Sono sforzi disperati nel tentativo di salvare la loro gente dalla distruzione. Lo sconvolgimento del loro mondo tradizionale è evidente in tutte e sei le missive.
Nelle sue lettere Filipe Camarão cercò di fare appello al senso di identità tra i pitaguary e assicurò Pedro Poti e Antônio Paraupaba che gli indigeni sarebbero stati perdonati se fossero passati dalla parte portoghese, ma disse che se avessero resistito sarebbero stati uccisi, poiché gli onori concessi dagli olandesi agli indigeni non erano validi per i portoghesi. Quando gli europei furono catturati, non furono uccisi, ma trasformati in prigionieri e usati come merce di scambio.

### Estratto di testo
Il seguente estratto è tratto dalla lettera di Diogo Pinheiro Camarão del 21 ottobre a Pedro Poti. La modernizzazione della sua ortografia e la traduzione del suo contenuto è stata fatta da Eduardo Navarro nella prima edizione del 1998 del suo libro Método moderno de tupi antigo: a língua do Brasil dos primeiros séculos.
| Ortografia standardizzata                 | Traduzione letterale in lingua portoghese         | Traduzione in italiano                                    |
| ----------------------------------------- | ------------------------------------------------- | --------------------------------------------------------- |
| Ikó xe papera endé sepîaky îanondé,       | Antes de veres esta minha carta,                  | Prima che tu veda questa mia lettera,                     |
| xe rorykatu ã,                            | eis que eu estou muito feliz,                     | e qui sono molto felice,                                  |
| opabenhẽ pe marane'yma resé gûiporandupa, | perguntando pela saúde de todos vós,              | chiedendo la salute di tutti voi,                         |
| xe abé ã na xe marani nhẽ gûitekóbo.      | eu também não estando mal.                        | neanche io sono cattivo.                                  |
| (…)                                       |                                                   |                                                           |
| Eîor esema Anhanga ratá nungara suí.      | Vem para sair do que é parecido ao fogo do Diabo. | Vieni a fuggire da ciò che è simile al fuoco del diavolo. |
| Eîkuab cristãoramo nde rekó!              | Saibas que és cristão!                            | Sappi che sei un cristiano!                               |
| (…)                                       |                                                   |                                                           |
| Karaíba na okanhemba'e ruã.               | O cristão não é o que se perde.                   | Il cristiano non è colui che si perde.                    |

## L'importanza delle lettere

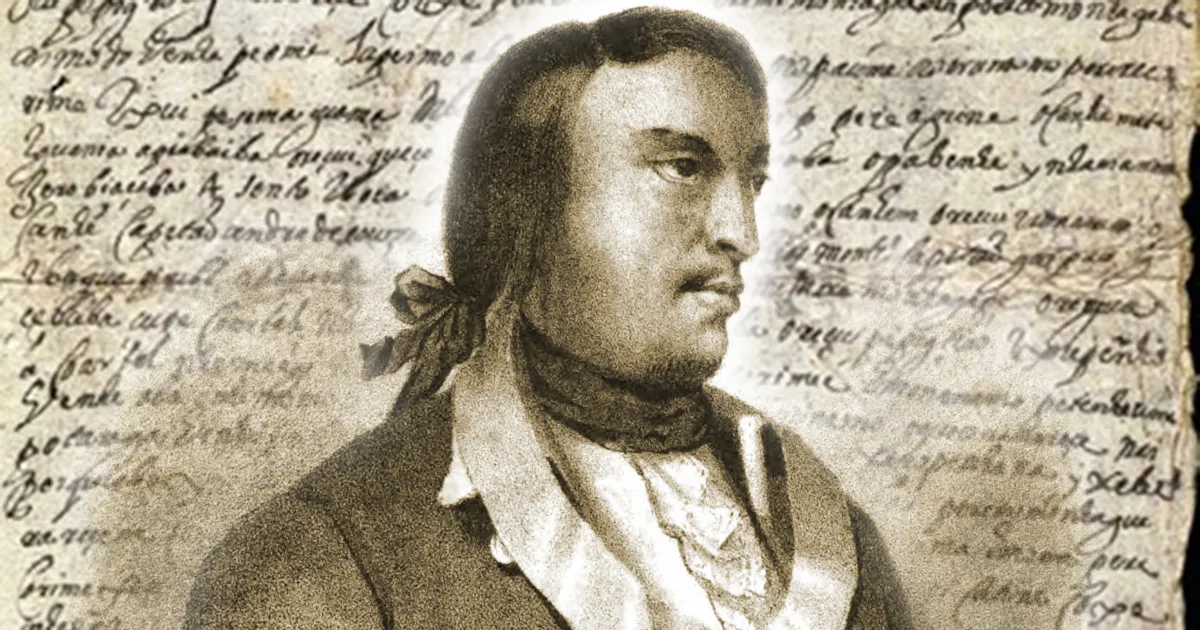
Influenzato dai portoghesi, il tupi del XVII secolo differiva già da quello del Brasile prima di Pedro Álvares Cabral. L'immagine raffigura Antônio Filipe Camarão e la sua prima lettera è sullo sfondo.

Le lettere raccontano la storia dal punto di vista di coloro che erano sempre stati oppressi, cioè gli indigeni, mostrando la loro insoddisfazione in occasione dei conflitti tra europei e la volontà di riscattare le tradizioni del passato. Le missive portano anche alla luce informazioni precedentemente sconosciute, come nomi di luoghi e altri combattenti indigeni, oltre a rivelare dettagli sulle battaglie.
Per quanto riguarda lo studio scientifico della lingua, le lettere degli indiani Camarão sono considerate i documenti più preziosi nel campo della linguistica indigena brasiliana in quanto mostrano il modo in cui l'antico tupi era effettivamente parlato dagli indiani che scrivevano le lettere. Sono anche, in questo senso, la prova che i missionari gesuiti descrissero correttamente la lingua tupi, in contrasto con alcuni studiosi come Joaquim Mattoso Câmara Júnior che affermano che i gesuiti adattarono la lingua ai propri interessi, chiamandola in senso peggiorativo "tupi gesuita".
Inoltre le lettere degli indiani Camarão aiutano anche a comprendere l'evoluzione linguistica dell'antico tupi influenzato dal portoghese. Infatti questi scritti mostrano l'uso del gerundio in costruzioni analoghe al portoghese "estou falando" ("sto parlando"), quando era nella natura del tupi invertire questa logica e dire "falo estando" ("[io] parlo sono").
Le lettere rivelano anche la predominanza di una sintassi SVO (aîmondó ã xe "soldados" ebapó - "eis que enviei meus soldados para aí" [Ho mandato lì i miei soldati]), anche se c'erano ancora esempi di sintassi SOV (emokûeî bé mokõî kunhã aîmondó - "para aí também duas mulheres enviei" [c'erano anche due donne che ho inviato]), primitiva tendenza tupi, come registrato nei testi del XV secolo.
Nel marzo 2022 il sindaco di Natal Álvaro Costa Dias ha incontrato Eduardo Navarro e ha concordato che la città avrebbe distribuito materiale didattico sulle lettere agli studenti delle scuole pubbliche e ai turisti. Il sindaco ha mostrato la sua intenzione di democratizzare l'accesso alle informazioni sulla corrispondenza tra i pitaguary.